# John Isner
John Isner (Greensboro, 26 de abril de 1985) é um ex-tenista profissional norte-americano.
Especialista em quadras rápidas, principalmente as hards americanas, Isner é conhecido pelo seu potente saque, que costuma lhe conferir dezenas de aces durante as partidas.
Em simples, das 24 finais de ATP alcançadas por Isner, 20 foram em solo norte-americano. Além disso, 10 de seus 12 títulos foram conquistados nos EUA. Os únicos troféus obtidos fora dos Estados Unidos foram os 2 que ele tem no ATP 250 de Auckland, na Nova Zelândia, em 2010 e 2014.

## Carreira
Em 2007, avançou no ranking da ATP, saindo da lista dos top 800 para a dos top 200 do mundo. Sua primeira grande aparição foi no ATP de Washington, onde entrou como o nº 416 do mundo, mas derrotou o ex-top 10 Tim Henman, o top 50 Benjamin Becker, o nº 12 do mundo Tommy Haas, e Gael Monfils e só foi derrotado na final pelo então nº 5 do mundo, o também norte-americano Andy Roddick. No mesmo ano, fez boa campanha no Aberto dos Estados Unidos, mas foi parado por Roger Federer, não sem antes ganhar um set do então número 1 do mundo.
Em 2008, após boa campanha no ATP de San José, chegou ao Top 100 pela primeira vez. Depois disto, porém, oscilou no ranking até agosto de 2009, onde chegou pela primeira vez ao top 50 mundial, e posteriormente se estabeleceu.
Já em 2010, atingiu o ápice na carreira, após conseguir chegar ao quarta rodada de sua chave no Open da Austrália e a terceira no Open da França, subindo para o número 19 no ranking mundial. Nas duplas, venceu o ATP 500 de Memphis e foi vice-campeão do Masters 1000 de Roma.
Em 2011, venceu os ATPs 250 de Newport e Winston-Salem, chegou à semifinal do Masters 1000 de Paris e às quartas-de-final do US Open. Encerrou o ano de 2011 como o número 18 do mundo em simples.. Nas duplas, venceu o  torneio do Masters 1000 de Roma.
Na primeira quinzena de abril de 2012, mesmo empurrado pela torcida, Isner (então 10° do mundo e cabeça de chave n° 2 do torneio) perde para o tenista argentino Juan Mónaco na final do ATP 250 de Houston, nos EUA.Esta foi a primeira vitória de Mónaco sobre Isner.
Na primeira quinzena de abril de 2013, empurrado pela torcida, Isner conquistou o título do ATP 250 de Houston, nos EUA, ao superar o espanhol Nicolás Almagro na final, por 2 sets a 0, parciais de 6/3 e
7/5, em 1h21m de partida. Este foi o primeiro troféu de Isner no saibro e o sexto título de simples da carreira.

### Partida mais longa da história
Em junho de 2010, no torneio de Wimbledon, fez a partida de tênis mais longa da história, que durou 9 horas e 58 minutos (até o adiamento), jogando contra o francês Nicolas Mahut. Com o jogo empatado em dois sets a dois (6–4, 3–6, 6–7(7), 7–6(3)), o quinto set teve de ser interrompido quando este já contava 59–59 por falta de luz e adiado para o dia seguinte.
| “ | Isto nunca mais vai acontecer. Não sei o que dizer. Ele sacou incrivelmente, eu saquei incrivelmente. Gostaria de ver as estatísticas. | ” |

Com a continuação do jogo, no dia 24 de junho, Isner bateu o recorde de maior número de aces, 112, numa só partida, conseguindo a vitória por 70–68, depois de 11 horas e 5 minutos. Ambos foram premiados pela "batalha" que foi considerada o confronto.

## Desempenho em Torneios

### Finais em simples: 20 (10 títulos, 10 vices)
| Legenda                     |
| Grand Slam (0–0)            |
| ATP World Tour Finals (0–0) |
| ATP Masters 1000 (0–2)      |
| ATP 500 (0–3)               |
| ATP 250 (10–5)              |

| Títulos por superfície |
| Dura (7-8)             |
| Grama (1-2)            |
| Saibro (2-0)           |
| Carpete (0-0)          |

| Resultado | No. | Data                    | Torneio                           | Superfície | Oponente              | Placar                       |
| --------- | --- | ----------------------- | --------------------------------- | ---------- | --------------------- | ---------------------------- |
| Vice      | 1.  | 5 de agosto de 2007     | Washington, Estados Unidos        | Dura       | Andy Roddick          | 4–6, 6–7(4–7)                |
| Campeão   | 1.  | 16 de janeiro de 2010   | Auckland, Nova Zelândia           | Dura       | Arnaud Clément        | 6–3, 5–7, 7–6(7–2)           |
| Vice      | 2.  | 21 de fevereiro de 2010 | Memphis, Estados Unidos           | Dura (i)   | Sam Querrey           | 7–6(7–3), 6–7(5–7), 3–6      |
| Vice      | 3.  | 9 de maio de 2010       | Belgrado, Sérvia                  | Saibro     | Sam Querrey           | 6–3, 6–7(4–7), 4–6           |
| Vice      | 4.  | 25 de julho de 2010     | Atlanta, Estados Unidos           | Dura       | Mardy Fish            | 6–4, 4–6, 6–7(4–7)           |
| Campeão   | 2.  | 10 de julho de 2011     | Newport, Estados Unidos           | Grama      | Olivier Rochus        | 6–3, 7–6(8–6)                |
| Vice      | 5.  | 24 de julho de 2011     | Atlanta, Estados Unidos (2)       | Dura       | Mardy Fish            | 6–3, 6–7(6–8), 2–6           |
| Campeão   | 3.  | 27 de agosto de 2011    | Winston-Salem, Estados Unidos     | Dura       | Julien Benneteau      | 4–6, 6–3, 6–4                |
| Vice      | 6.  | 18 de março de 2012     | Indian Wells, United States       | Dura       | Roger Federer         | 6–7(7–9), 3–6                |
| Vice      | 7.  | 15 de abril de 2012     | Houston, Estados Unidos           | Saibro     | Juan Mónaco           | 2–6, 6–3, 3–6                |
| Campeão   | 4.  | 15 de julho de 2012     | Newport, Estados Unidos (2)       | Grama      | Lleyton Hewitt        | 7–6(7–1), 6–4                |
| Campeão   | 5.  | 25 de agosto de 2012    | Winston-Salem, Estados Unidos (2) | Dura       | Tomáš Berdych         | 3–6, 6–4, 7–6(11–9)          |
| Campeão   | 6.  | 14 de abril de 2013     | Houston, Estados Unidos           | Saibro     | Nicolás Almagro       | 6–3, 7–5                     |
| Campeão   | 7.  | 28 de julho de 2013     | Atlanta, Estados Unidos           | Dura       | Kevin Anderson        | 6–7(3–7), 7–6(7–2), 7–6(7–2) |
| Vice      | 8.  | 4 de agosto de 2013     | Washington, Estados Unidos (2)    | Dura       | Juan Martín del Potro | 6–3, 1–6, 2–6                |
| Vice      | 9.  | 18 de agosto de 2013    | Cincinnati, Estados Unidos        | Dura       | Rafael Nadal          | 6–7(8–10), 6–7(3–7)          |
| Campeão   | 8.  | 11 de janeiro de 2014   | Auckland, Nova Zelândia (2)       | Dura       | Lu Yen-hsun           | 7–6(7–4), 7–6(9–7)           |
| Campeão   | 9.  | 27 de julho de 2014     | Atlanta, Estados Unidos (2)       | Dura       | Dudi Sela             | 6–3, 6–4                     |
| Campeão   | 10. | 2 de agosto de 2015     | Atlanta, Estados Unidos (3)       | Dura       | Marcos Baghdatis      | 6–3, 6–3                     |
| Vice      | 10. | 8 de agosto de 2015     | Washington, Estados Unidos (3)    | Dura       | Kei Nishikori         | 6–4, 4–6, 4–6                |
| Vice      | 11. | 31 de março de 2019     | Miami, Estados Unidos             | Dura       | Roger Federer         | 1-6, 4-6                     |

### Finais em duplas: 6 (3 títulos, 3 vices)
| Legenda                     |
| Grand Slam (0–0)            |
| ATP World Tour Finals (0–0) |
| ATP Masters 1000 (1–2)      |
| ATP 500 (1–0)               |
| ATP 250 (1–1)               |

| Títulos por superfície |
| Dura (1-1)             |
| Grama (1-2)            |
| Saibro (1-0)           |
| Carpete (0-0)          |

| Resultado | No. | Data                    | Torneio                      | Superfície | Parceiro    | Oponentes                          | Placar                |
| --------- | --- | ----------------------- | ---------------------------- | ---------- | ----------- | ---------------------------------- | --------------------- |
| Campeão   | 1.  | 7 de julho de 2008      | Newport, Estados Unidos      | Grama      | Mardy Fish  | Rohan Bopanna Aisam-ul-Haq Qureshi | 6–4, 7–6(7–1)         |
| Campeão   | 2.  | 21 de fevereiro de 2010 | Memphis, Estados Unidos      | Dura       | Sam Querrey | Ross Hutchins Jordan Kerr          | 6–4, 6–4              |
| Vice      | 1.  | 2 de maio de 2010       | Roma, Itália                 | Saibro     | Sam Querrey | Bob Bryan Mike Bryan               | 2–6, 3–6              |
| Vice      | 2.  | 9 de abril de 2011      | Houston, Estados Unidos      | Saibro     | Sam Querrey | Bob Bryan Mike Bryan               | 7–6(7–4), 2–6, [5–10] |
| Campeão   | 3.  | 15 de maio de 2011      | Roma, Itália (2)             | Saibro     | Sam Querrey | Mardy Fish Andy Roddick            | w/o                   |
| Vice      | 3.  | 18 de março de 2012     | Indian Wells, Estados Unidos | Dura       | Sam Querrey | Marc López Rafael Nadal            | 2–6, 6–7(3–7)         |

## Vitórias sobre tenistas top 10
| Temporada | 2007 | 2008 | 2009 | 2010 | 2011 | 2012 | 2013 | 2014 | 2015 | Total |
| Vitórias  | 0    | 0    | 3    | 1    | 1    | 6    | 3    | 0    | 3    | 17    |

| #    | Jogador               | Rank | Evento                                    | Superfície | Rd | Placar                            |
| ---- | --------------------- | ---- | ----------------------------------------- | ---------- | -- | --------------------------------- |
| 2009 |                       |      |                                           |            |    |                                   |
| 1.   | Gaël Monfils          | 9    | Indian Wells, Estados Unidos              | Dura       | 2R | 6–7(5–7), 6–1, 6–4                |
| 2.   | Jo-Wilfried Tsonga    | 7    | Washington, Estados Unidos                | Dura       | 2R | 4–6, 7–6(7–2), 7–6(7–4)           |
| 3.   | Andy Roddick          | 5    | US Open, Nova Iorque, Estados Unidos      | Dura       | 3R | 7–6(7–3), 6–3, 3–6, 5–7, 7–6(7–5) |
| 2010 |                       |      |                                           |            |    |                                   |
| 4.   | Nikolay Davydenko     | 6    | Pequim, China                             | Dura       | QF | 7–6(7–2), 6–4                     |
| 2011 |                       |      |                                           |            |    |                                   |
| 5.   | David Ferrer          | 5    | Paris, França                             | Dura (i)   | QF | 6–3, 3–6, 6–3                     |
| 2012 |                       |      |                                           |            |    |                                   |
| 6.   | Roger Federer         | 3    | Copa Davis, Friburgo, Suiça               | Saibro (i) | RR | 4–6, 6–3, 7–6(7–4), 6–2           |
| 7.   | Novak Djokovic        | 1    | Indian Wells, Estados Unidos              | Dura       | SF | 7–6(9–7), 3–6, 7–6(7–5)           |
| 8.   | Jo-Wilfried Tsonga    | 6    | Copa Davis, Roquebrune-Cap-Martin, França | Saibro     | RR | 6–3, 7–6(7–4), 5–7, 6–3           |
| 9.   | Janko Tipsarević      | 8    | Olimpíadas, Londres, Inglaterra           | Grama      | 3R | 7–5, 7–6(16–14)                   |
| 10.  | Jo-Wilfried Tsonga    | 6    | Winston-Salem, Estados Unidos             | Dura       | SF | 6–4, 3–6, 7–6(7–3)                |
| 11.  | Tomáš Berdych         | 7    | Winston-Salem, Estados Unidos             | Dura       | F  | 3–6, 6–4, 7–6(11–9)               |
| 2013 |                       |      |                                           |            |    |                                   |
| 12.  | Milos Raonic          | 10   | Cincinnati, Estados Unidos                | Dura       | 3R | 7–6(7–5), 6–4                     |
| 13.  | Novak Djokovic        | 1    | Cincinnati, Estados Unidos                | Dura       | QF | 7–6(7–5), 3–6, 7–5                |
| 14.  | Juan Martín del Potro | 7    | Cincinnati, Estados Unidos                | Dura       | SF | 6–7(5–7), 7–6(11–9), 6–3          |
| 2015 |                       |      |                                           |            |    |                                   |
| 15.  | Milos Raonic          | 6    | Miami, Estados Unidos                     | Dura       | 4R | 6–7(3–7), 7–6(8–6), 7–6(7–5)      |
| 16.  | Kei Nishikori         | 5    | Miami, Estados Unidos                     | Dura       | QF | 6–4, 6–3                          |
| 17.  | Roger Federer         | 2    | Paris, França                             | Dura (i)   | 3R | 7–6(7–3), 3–6, 7–6(7–5)           |